# Terratrèmol d'Aşgabat de 1948
El terratrèmol d'Aşgabat de 1948 (en turcman: Aşgabat ýertitremesi; en rus: Ашхабадское землетрясение 1948 года, Ashkhabadskoye zemletryasenie 1948 goda) va ser un terratrèmol que va tenir lloc el 6 d'octubre de 1948 a prop de la capital del Turkmenistan, Aşgabat, i que va assolir una magnitud de 7,3 i una intensitat màxima de Mercalli de X (Intens).
A causa de la censura del govern soviètic, l'esdeveniment no va ser àmpliament informat als mitjans de comunicació de l'URSS. Hi ha consens entre els historiadors que la prohibició d'informar de l'abast de les víctimes i els danys no va permetre al govern soviètic assignar prou recursos financers per respondre-hi adequadament. Va ser el terratrèmol més fort registrat a Turkmenistan.